# پاترزویل (ایندیانا)
پاترزویل (به انگلیسی: Pottersville) یک منطقهٔ مسکونی در ایالات متحده آمریکا است که در شهرستان اوون، ایندیانا واقع شده‌است. پاترزویل ۱۹۴ متر بالاتر از سطح دریا واقع شده‌است.